# NGC 5130
NGC 5130 ist eine 13,5 mag helle Linsenförmige Galaxie om Hubble-Typ S0 im Sternbild Jungfrau auf der Ekliptik. Sie ist schätzungsweise 256 Millionen Lichtjahre von der Milchstraße entfernt und hat einen Durchmesser von etwa 70.000 Lichtjahren.

Im selben Himmelsareal befindet sich u. a. die Galaxie NGC 5122.
Das Objekt wurde im Jahr 1886 von Ormond Stone entdeckt.